# Nienormalny świat (album)
Nienormalny świat – płyta zespołu Śmierć Kliniczna. Wydana w wersji kompaktowej - 09 czerwca 2017.Wydawca Zima  Records.  Na album składają się nagrania studyjne (1–8) i koncertowe  (9–16 to utwory nagrane podczas koncertu - FAMA 07.07 1984) w Świnoujściu.

## Lista utworów (cd)
1. "Jestem ziarnkiem piasku" – 3:43
2. "ASP" – 4:20
3. "Psychopata" – 4:13
4. "Nasza edukacja" – 3:52
5. "Nienormalny świat" – 3:28
6. "Mój pierwszy pogrzeb" – 4:43
7. "Paciorek" – 2:07
8. "Zarąbałem cię siekierą" – 1:53
9. "Nie przepraszaj, że istniejesz (live)" – 4:44
10. "Brzemienny cmentarz (live)" – 2:15
11. "W potylicę (live)" – 5:21
12. "ASP (live)" – 4:43
13. "Psychopata (live)" – 4:48
14. "Koniec homokracji (live)" – 5:40
15. "Paciorek (live)" – 2:04
16. "Nienormalny świat (live)" – 1:39

## Lista utworów (winyl)
Str A:
1. "Jestem ziarnkiem piasku"
2. "ASP"
3. "Psychopata"
4. "Nasza edukacja"
5. "Nienormalny świat"

Str B:
1. "Mój pierwszy pogrzeb"
2. "Paciorek"
3. "Zarąbałem cię siekierą"
4. "Nie przepraszaj, że istniejesz"
5. "Brzemienny cmentarz"
6. "W potylicę"

## Twórcy
utwory (1–8)
- Jerzy Mercik (Mercedes) – wokal
- Jacek Szafir – wokal, conga, tamburyn, instrumenty perkusyjne
- Dariusz Dusza – gitara
- Wojciech Jaczyczko – gitara basowa
- Marek Czapelski – perkusja

utwory Live - Fama 1984
- Dariusz Dusza – gitara
- Wojciech Jaczyczko – gitara basowa
- Marek Czapelski – perkusja
- Jacek Szafir – wokal, conga, instrumenty perkusyjne
- Mateusz Pospieszalski – saksofon

gościnnie
- Antoni "Ziut" Gralak – trąbka (1,3)
- Piotr Malak – saksofon (2,5)

## Informacje dodatkowe
- Nagrania  studyjne: "Nienormalny świat",  "Edukacja",  "ASP" - nagrano w październiku 1983 roku w Warszawie (STUDIO WAWRYSZEW)
- Nagrania  studyjne: "Psychopata",  "Jestem ziarnkiem piasku",  "ASP" - nagrano w kwietniu 1984 roku w Warszawie (STUDIO WAWRYSZEW)
- Nagrania  studyjne: "Siekiera",  "Paciorek",  "Mój pierwszy pogrzeb" - nagrano w grudniu 1982 roku dla Polskiego Radio Program IV – Czwórka (stacja radiowa)
- Płyta winylowa: rok wydania 2016, rodzaj: winyl czarny, nakład 500 szt[1].